# 黃願素
黄愿素（？—？），字行可，號若镜，南直隶徽州府歙縣黄村人。明末政治人物。

## 生平
万历三十一年（1603年）癸卯科应天乡试举人，四十七年（1619年）己未科進士，授抚州府推官，讞狱多所平反，举卓异，擢吏部考功司主事，歷升考功郎中。时魏珰滥爵，愿素力劾之，疏汰假官百八十员，订刻铨曹事宜，存之部中。他如设界岭为邑要地，设防守，以靖窃发，乡人德之，卒祀乡贤。

## 家族
曾祖黄瑩。祖黄思明，户部主事。父黃全初，己丑進士，南户部郎中。